# David López Salido
David López Salido (Córdoba, 19 de agosto de 1967) es un economista español y Director Asociado del Departamento de Asuntos Monetarios de la Reserva Federal estadounidense (Fed).

## Biografía
Nacido en Córdoba en 1967. Estudió Ciencias Empresariales en la institución universitaria ETEA, entonces adscrita a la Universidad de Córdoba. Realizó estudios de posgrado en el Centro de Estudios Monetarios y Financieros (CEMFI), creado por el Banco de España en 1987 para dar respuesta a las necesidades de formación de especialistas de alto nivel. Tras doctorarse en Economía Cuantitativa (1996), ingresó en el Servicio de Estudios del Banco de España. Ha trabajado también en la Universidad de Stanford, el Banco de Finlandia, en el primitivo Banco Central Europeo y en el Banco de Inglaterra.

## Trayectoria
David López, primer español en trabajar en la Reserva Federal, es integrante del departamento de Estudios Monetarios y uno de los más de 250 economistas de este organismo que elabora los informes previos en los que se apoyan las decisiones de política monetaria de la Fed.  David López Salido ha sido responsable de coordinar las investigaciones sobre el diseño y la implantación de la política monetaria a largo plazo. Asimismo, es uno de los economistas encargados de elaborar el documento que se entrega a los miembros del Comité Federal del Mercado de EE. UU. en cada una de sus ocho reuniones anuales. En 2011 fue nombrado Director Adjunto del departamento de Asuntos Monetarios de la Fed. Actualmente es Director Asociado de dicho Departamento.
En julio de 2025 fue nombrado para volver al Banco de España como Director General de Economía, empezando en octubre del mismo año.